# Rodinia calpharnia
Rodinia calpharnia is een vlinder uit de familie van de prachtvlinders (Riodinidae). De wetenschappelijke naam van de soort is voor het eerst geldig gepubliceerd in 1849 door Saunders.